# 伊澤長俊
伊澤 長俊（いさわ ながとし、1959年6月6日 - 2003年9月2日）は、日本のオルガニスト、東北学院大学教養学部教授。
2003年9月2日、転移性肝臓腫瘍のため死去。

## 受賞
1995年 宮城県芸術選奨新人賞 受賞